# Traité de Paris (1323)
Pour les articles homonymes, voir Traité de Paris.
Le traité de paix de Paris est signé le 6 mars 1323 à Paris par le comte de Flandre Louis de Dampierre et le comte de Hollande  Guillaume III.

## Historique
Le traité de Paris met fin aux luttes entre les maisons d'Avesnes et de Dampierre. Le comte de  Flandre renonce à tous les droits sur la Zélande et reconnait la souveraineté du comte de Hollande sur la Zélande. Guillaume renonce à ses droits sur la Flandre impériale.